# 6-та окрема механізована бригада (Білорусь)
6-та гвардійська Київсько-Берлінська ордена Леніна, Червонопрапорна, орденів Суворова і Богдана Хмельницького окрема механізована бригада (6 ОМБр, в/ч 05733) (біл. 6-я гвардзейская Кіеўска-Берлінская ордэна Леніна, Чырвонасцяжная, ордэнаў Суворава і Багдана Хмяльніцкага асобная механізаваная брыгада) — одне з найбільших з'єднань сухопутних військ збройних сил Білорусі.

## Історія

### Друга світова війна
Була сформована 25 травня 1942 року на території Рязанської, Тульської і Московської областей як 12-го танкового корпусу. Цей підрозділ пройшов бойовий шлях протяжністю 3.520 кілометрів, взяв участь в битві на Курській дузі, визволенні України і Польщі від німецьких військ, штурмі Берліна і визволенні Праги.
За мужність і героїзм особового складу, проявлені в боях з ворогом, корпусу було присвоєно звання гвардійського (липень 1943 року), почесні найменування «Київський» і «Берлінський» (6 листопада 1943 року і 4 червня 1945 року). У липні 1943 року з'єднання було перейменоване в 6-й гвардійський танковий корпус. На його бойовому знамені чотири бойові нагороди — орден Леніна (28 травня 1945 року), орден Червоного Прапора (7 листопада 1945 року), орден Суворова II ступеня (10 серпня 1944 г.) і орден Богдана Хмельницького (3 квітня 1944 року).

### Після війни
Після закінчення війни 6-й гвардійський танковий корпус був переформований в 6-ту гвардійську танкову дивізію і увійшов до складу Групи радянських військ у Німеччині. У 1979—1980 роках з'єднання передислокувалося в СРСР і розташувалося у Гродно, у військових містечках Фолюш і Нова Гожа.

### Після відновлення незалежності
У 1992 році 6-та гвардійська танкова дивізія після розпаду СРСР перейшла у підпорядкування Збройних сил Республіки Білорусь. 1 серпня 1992 року вона була переформована в 6-ту гвардійську окрему механізовану бригаду зі збереженням почесних найменувань та бойових орденів.
Будучи одним з флагманів Сухопутних військ Республіки Білорусь, бригада брала участь в комплексних оперативних навчаннях «Неман-2001», «Березина-2002», «Чисте небо — 2003», «Щит Вітчизни-2004», «Осінь-2008», комплексних оперативних навчаннях 2005 і 2007 років, комплексному оперативно-тактичному навчанні «Щит Союзу-2006», оперативно-стратегічному навчанні «Захід-2009», спільному оперативному навчанні збройних сил Республіки Білорусь та Російської Федерації «Щит Союзу-2011», спільному стратегічному навчанні збройних сил Республіки Білорусь та Російської Федерації «Захід-2013».

## Командування
- 2014 полковник Бас Олександр Іванович[1]